# Myotis bartelsii
Myotis bartelsii — вид рукокрилих ссавців з родини лиликових.

## Таксономічна примітка
Таксон відокремлено від M. formosus; написання змінено з «bartelsi» на «bartelsii», щоб відповідати оригінальному опису.

## Морфологічна характеристика
Це малий кажан з довжиною передпліччя 53.4 мм, довжиною хвоста 43 мм, довжиною стопи 12 мм і довжиною вуха 20 мм. Спинні частини темно-помаранчеві, основа волосків чорнувата, а кінчики темніші. Морда коротка, загострена і зі злегка трубчастими ніздрями. Вуха відносно короткі, вузькі, помаранчеві з чорними краями. Козелок довгий, звужений і з прямим переднім краєм. Крила помаранчеві, перетинки між пальцями ніг чорні та прикріплені ззаду до основи великого пальця. Лапи малі, чорнуваті. Кінчик довгого хвоста трохи виходить за межі великого уропатію, який має помаранчевий колір.

## Поширення
Країни проживання: Індонезія.